# Carapulcra
La carapulcra es un guiso típico de la gastronomía del Perú. Es un plato ligado al mestizaje de las culturas culinaria indígena y afroperuana, uno de los más antiguos de los que se tiene noticia en el país andino. Los ingredientes principales de la carapulcra son papa, seca o fresca, maní, ají colorado y otras especias, así como diversos tipos de carne.

## Etimología
Originariamente denominado carapulca, este guiso se ha difundido y es extensamente conocido como carapulcra en Lima (aunque este último nombre no es recogido por la RAE). El nombre podría provenir del aimara qala phurk'a, 'guiso preparado con piedras calientes', que habría llegado al español a través de una forma quechua hipotética *qalaphurka (con simplificación de la consonante /k/ y ya sin distinción de sus elementos, es decir, todo junto).  Primero se registró como exactamente como calapurca, como lo escribe tempranamente Bernabé Cobo, sufrió metátesis a carapulca ya en el español.Esta metátesis ya era recogida en el siglo XIX, cuando Juan de Arona escribe en su Diccionario de peruanismos que «Como muchas otras voces quíchuas tiene esta el privilegio de parecer castellana, y hasta latina, cara pulchra», o sea 'rostro limpio'.

## Historia
La preparación de la comida con piedra caliente parece ser una costumbre de pueblos aimaras. En aquella época, los preparados de los pobladores andinos se caracterizaban por ser sencillos. Así, la carapulca parece provenir de los antiguos guisos y sopas espesas de carne de llama o alpaca y papa seca cocidas con piedras precalentadas dentro de una olla. La palabra carapulcra viene de la palabra en aimara "qala phurk’a”, que significa "cocinar sobre piedras" y era preparada a base de carne de llama o alpaca y mucho ají, con el tiempo este plato evolucionó para usar otros ingredientes como gallina, chancho y arroz entre otros.
El plato evolucionó a partir de la conquista para ingresar poco a poco dentro de las mesas criollas. En el Perú virreinal, su nombre se castellanizó a carapulca y carapulcra (este último, por la similitud con los vocablos de origen latino cara, 'querida', y pulchra, 'hermosa'). Hacia el siglo XVII, era ampliamente consumida por la clase popular y considerada como comida de pobres, más hacia mediados del siglo XIX ya era tenido por plato cotidiano de la clase media limeña.
La identidad de la carapulcra está estrechamente vinculada con la provincia de Chincha, en Ica, y con la provincia de Cañete, en Lima, ubicados en la costa sur y centro del Perú. En estos poblados, la carapulca es un plato central en las grandes reuniones, tanto por su sabor como por su capacidad de rendir para mucha gente.

## Descripción
Un día antes del cocinado se debe tostar la papa seca y luego dejar en remojo en agua para rehidratar el tubérculo. Se prepara un aderezo de cebolla, ajo, ají mirasol y ají panca. Se rehoga carne de chancho junto con el sofrito y la papa seca escurrida y se cuece con agua y canela en rama. Esta preparación básica sufre variaciones en los hogares peruanos, pudiendo agregarse desde vino dulce, chocolate negro, maní molido, rosquitas de manteca, especias como clavo de olor y pimienta de Jamaica hasta otras carnes como gallina o pollo.

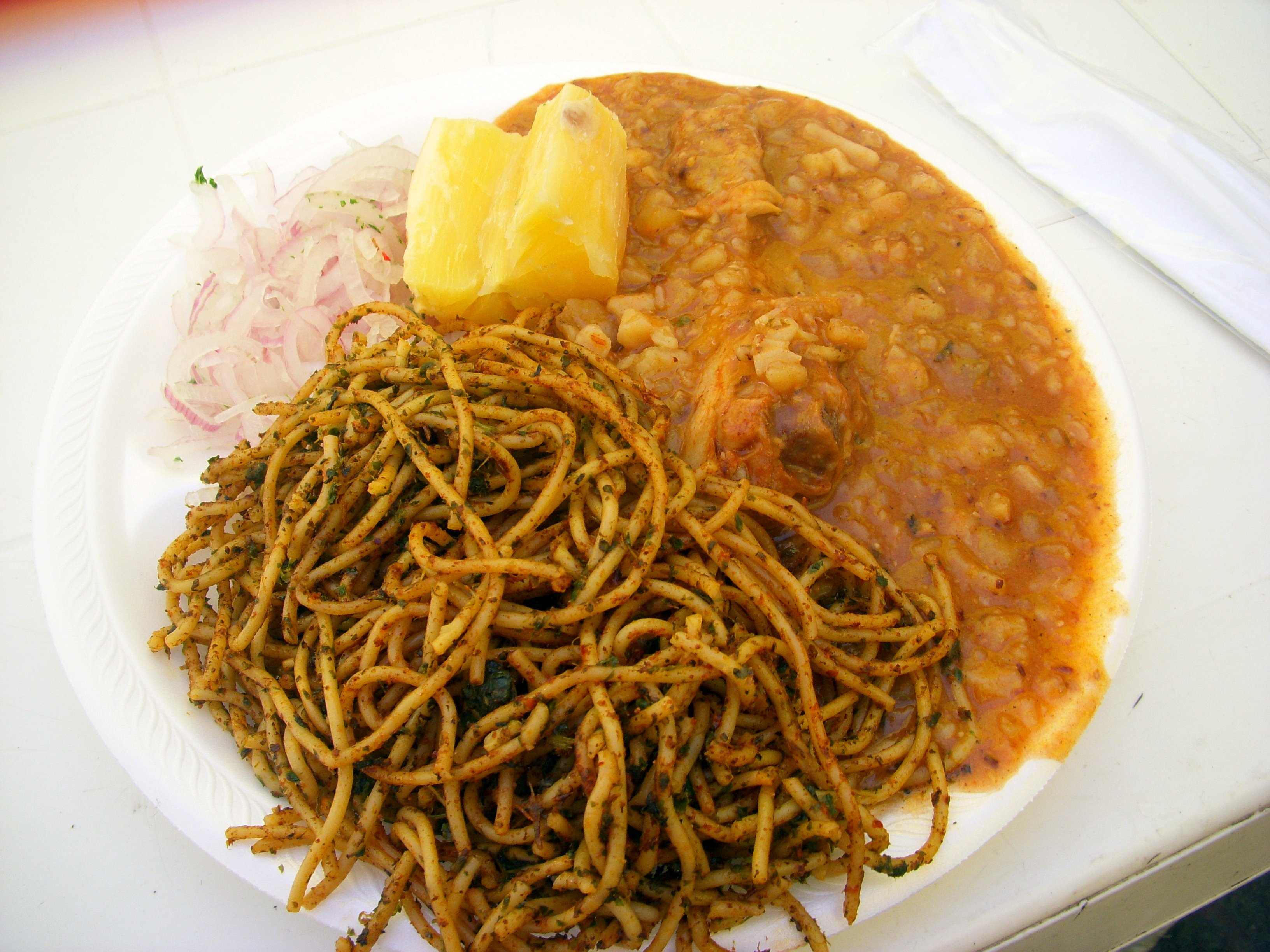
Carapulcra acompañada de sopa seca (a la izquierda) y salsa criolla.

En Cañete y Chincha, la carapulcra se prepara con carne de cerdo y se sirve sola o acompañada con sopa seca, en este caso recibe la denominación de "mancha pecho". En Lima hay variaciones con pollo, y se le suele agregar arroz blanco como guarnición. En Chincha se prepara con papa fresca.
En 2017, en Chincha se preparó la carapulcra más grande del mundo a base de 650 kilos de papas. Fue degustada por unas 3500 personas.